# マニ半島
マニ半島（マニはんとう、希: Μάνη, Mánē）は、ギリシャ南部のペロポネソス半島から南に伸びている3つの半島の1つである。他の2つは東のマレア岬と西のメッシニア半島で、マニ半島はその中央に位置し、マレア岬とともにラコニア湾を、メッセニア半島とともにメッシニアコス湾を形成している。またマニ半島はペロポネソス半島の西の背骨であるタイゲトス山脈に連なる山塊を形成している。半島の主要都市はギティオとアレオポリ。マニ半島は中世の名前であるマイナ（希: Μαΐνη, Maïna, 英: Maina）としても知られ、古代スパルタ人の末裔を主張するマニアテス（Mανιάτες, Maniots）の本拠地であるギリシャ南部の地理的および文化的な地域となっている。

## 語源
「マニ」という名前は、フランコクラティアの城の名前グラン・マグネに由来する可能性がある。より可能性が高い説によると「マニ」は「まばらで樹木のない場所」を意味する言葉に由来している。

## 地理
マニ半島は山岳地帯であり、近年まで多くの村落は船以外での往来ができなかった。現在は細く曲がりくねった道がメッシニア県県都のカラマタから南のアレオポリまで西海岸に沿って延び、次にアクロタイナロン（大陸ギリシャ最南端の岬）に至り、その後北へとギティオに向かっている。ピレウス-マニ線の公共バスで使用されている別の道路は数十年にわたって存在し、トリポリからスパルタ、ギティオ、アレオポリを通り、マタパン岬近くのゲロリメナス港で終わる。
マニは伝統的に3つの領域に分割されている。
- エクソ・マニ（Έξω Μάνη, Exo Mani）または外マニ（Outer Mani）：半島北西部
- カト・マニ（Κάτω Μάνη, Kato Mani）または下マニ（Lower Mani）：半島東部
- メサ・マニ（Μέσα Μάνη, Mesa Mani）または内マニ（Inner Mani）：半島南西部

北側のヴァルドウニア（Βαρδούνια, Vardounia）という名前の4番目の地域が含まれる場合もあるが、歴史的にマニの一部ではなかった。ヴァルドウニアはオスマン支配下のエウロタス平野とマニの間の緩衝地帯として機能した。イスラム教徒のアルバニア人入植者の一部はオスマン帝国によってこの地域に移された。これらの入植者は彼らがギリシャ独立戦争でトリポリのトルコの城塞に逃げるまで地元住民の大部分を形成していた。戦争後、ヴァルドニアのギリシャ人人口は下マニと中央ラコニアからの入植者によって補強された。
行政上、現在のマニ半島はラコニア県（カト・マニ、メサ・マニ）とメッセニア県（エクソ・マニ）の2県に分割されているが、古代ではスパルタが支配するラコニアの領域内に完全に含まれていた。メッセニアマニ（「日陰」を意味するローカル表現「アポスキアデリ」とも呼ばれる）は、ラコニアマニ（「晴れ」を意味するローカル表現「プロシリキ」とも呼ばれる）よりも多少降雨量が多いため、農業の生産性が高い。現在のメッセニアマニのマニアテスの姓の末尾は -éas で統一されているが、ラコニアマニのマニアテスの場合は -ákos である。さらに「孫」を意味する éggonos が転化した -óggonas がある。

## 歴史

### 古代

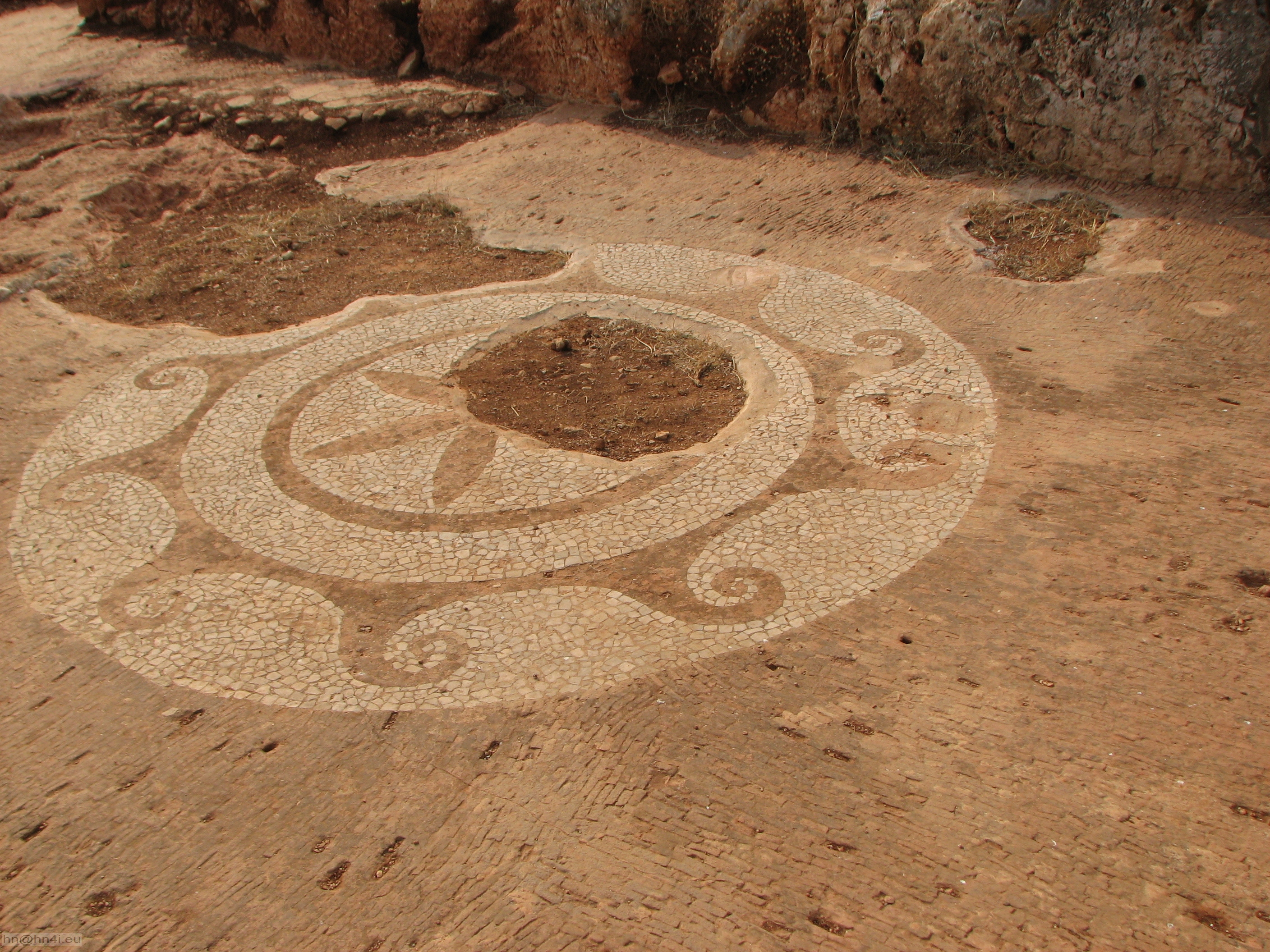
古代タイナロンの灯台のモザイク（ローマ時代）。

新石器時代の遺跡が半島海岸沿いの多くの洞窟で発見されている。特にアレポトリパ洞窟はヨーロッパで発見された最大の新石器時代の埋葬地の1つとして知られる。
ホメロスは『イリアス』2巻の軍船表で戦争に参加したラコニアの都市とともに、マニ半島の町メッセ、オイテュロス（イティロ）、ラス（パッサヴァス）の名前を挙げている。タイナロン岬（マタパン岬）は古くからポセイドン信仰の盛んな土地として知られる。神話によればタイナロン岬には冥界につながる洞窟があり、ヘラクレスはケルベロスを捕えためにこの洞窟から地下へと降りて行ったと伝えられている。
ミケーネ時代（紀元前1900年-紀元前1100年）のいくつかの遺物はマニ半島からも発見されているが、前1200年頃にスパルタを建国したドーリス人によって前800年頃までに占領され、マニの人々はペリオイコイとしてスパルタに従属した。その間にフェニキア人が入植してギュティオン（ギティオ）を建設した。前3世紀にスパルタの権力が崩壊した後、マニ半島は自治のままであった。

### 中世
東ローマ帝国の力が衰退し、半島が帝国の支配から外れると、南部のマイニの要塞がこの地域の中心となった。その後の数世紀にわたって、東ローマ、フランス人、サラセン人が半島をめぐって争った。西暦1204年の第4回十字軍の後、イタリア人とフランス人の騎士（ギリシャ人によってフランクとして知られる）がペロポネソス半島を占領し、アカイア公国を創設した。彼らはミストラス、パッサヴァス、グステマ（ビューフォート）、グレートマイナの要塞を建設した。1262年以降、この地域は東ローマの支配下にあり、モレアス専制公領の一部となった。1460年、コンスタンティノープルの陥落後、専制公はオスマン帝国の手に落ちた。マニは毎年恒例の貢物と引き換えに自治を維持し、オスマン帝国に代わって地元の首長またはオスマンの地方長官がマニを統治した。これらの最初のものは、17世紀のリムベラキス・ゲラカリス (Limberakis Gerakaris) であった。ヴェネチア艦隊の元漕ぎ手であった彼は海賊になり、オスマン帝国に捕らえられて死刑に処せられたが、大宰相はオスマン帝国の代理人としてマニの支配を引き継ぐことを条件に彼を許した。ゲラカリスは有力なマニアテスの一族ステパノプロイ (Stephanopouloi) との確執を晴らす良い機会であると考えて受け入れた。彼はイティロのステパノプロイの中心地を包囲し、35人を捕えて処刑した。彼は20年の治世の間に忠誠を誓う相手をトルコ人からヴェネツィア人に替えた。

### 近代から現代

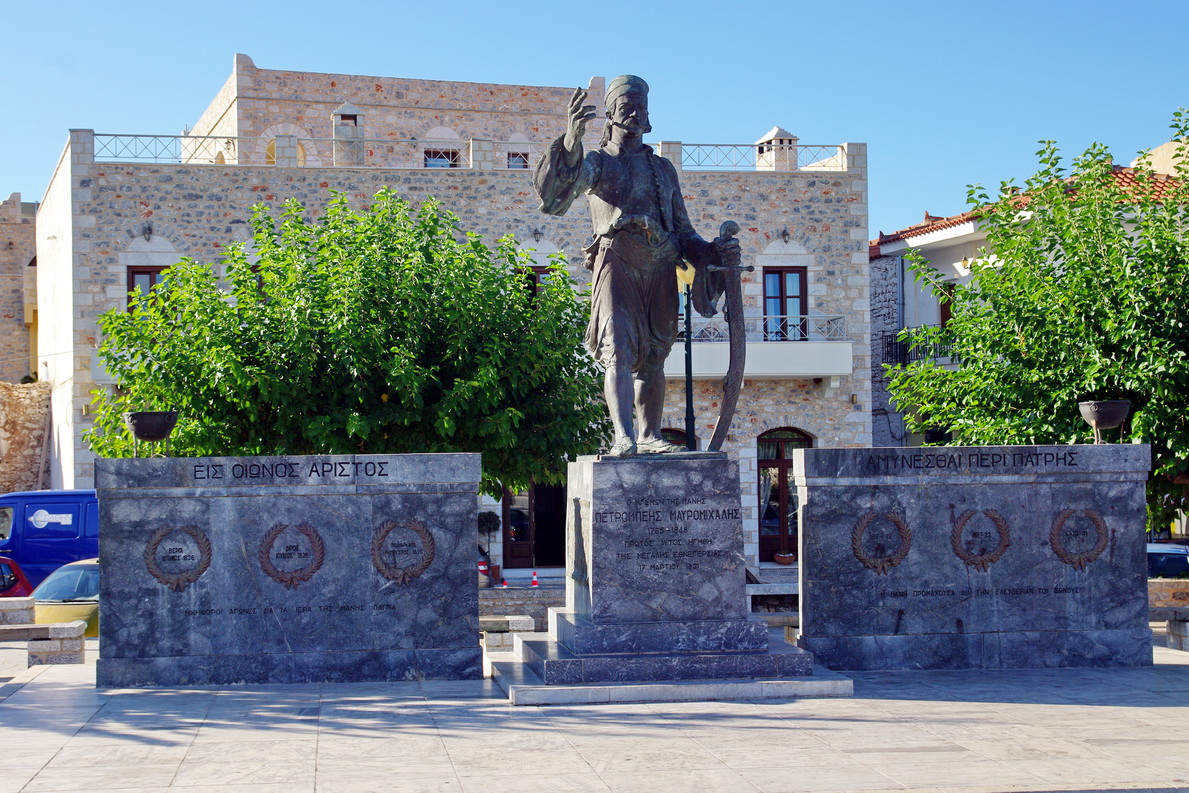
アレオポリのペトロス・マブロミハリスの記念碑。

1770年のオルロフの反乱が失敗に終わった後、1776年にマニの自治が認められ、1821年にギリシャ独立戦争が勃発するまでの45年間、8人の支配者（ベイ）が大宰相府に代わって半島を支配した。 
- Tzanetos Koutoufaris（1776年–1779年）
- Mourtzinos としても知られた Michalbey Troupakis（1779年–1782年）
- Tzanetos Kapetanakis Grigorakis あるいは Tzanetbey（1782年–1798年）
- Panagiotis Koumoundouros（1798年–1803年）
- Antonbey Grigorakis（1803年–1808年）
- Konstantinos Zervakos あるいは Zervobey（1808年–1810年）
- Theodorobey Tzanetakis（1811年–1815年）
- Petrobey Mavromichalis（1815年–1821年）

オスマン帝国の力が低下すると、マニ半島の山々はオスマン帝国とも戦った山賊であるクレフテスの拠点になった。オスマン帝国時代にかなりのマニアテスがコルシカ島へ移住した証拠もある。マニの最後のベイであるペトロス・マブロミハリスは、ギリシャ独立戦争の指導者の一人だった。彼は1821年3月17日にアレオポリで革命を宣言した。マニアテスは闘争に大きく貢献したが、ギリシャの独立が得られると彼らは地元の自治を望んだ。イオアニス・カポディストリアスの治世中、彼らは外部の干渉に激しく抵抗し、カポディストリアスを暗殺した。
1878年、中央政府はマニの地方自治を縮小し、この地域は徐々に僻地となっていった。多くの住民が土地を放棄し、ギリシャの主要都市や西ヨーロッパ、アメリカ合衆国に移住した。マニ半島の人口は新しい道路の建設が観光産業の成長を支えた1970年代になってようやく回復しはじめ、経済的に豊かになった。

## 経済

マニの旗（非公式）。

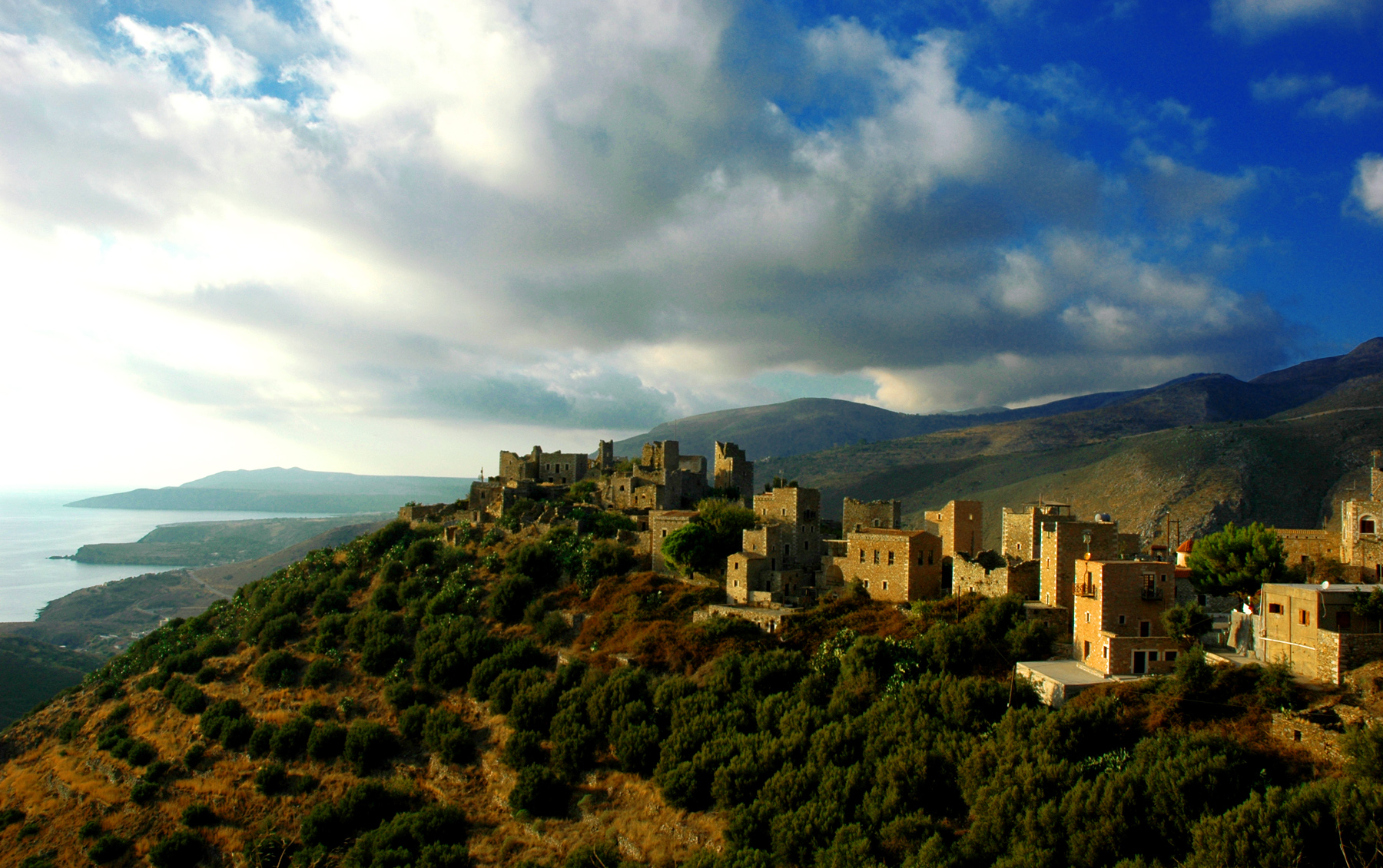
ヴァティアの塔の家。

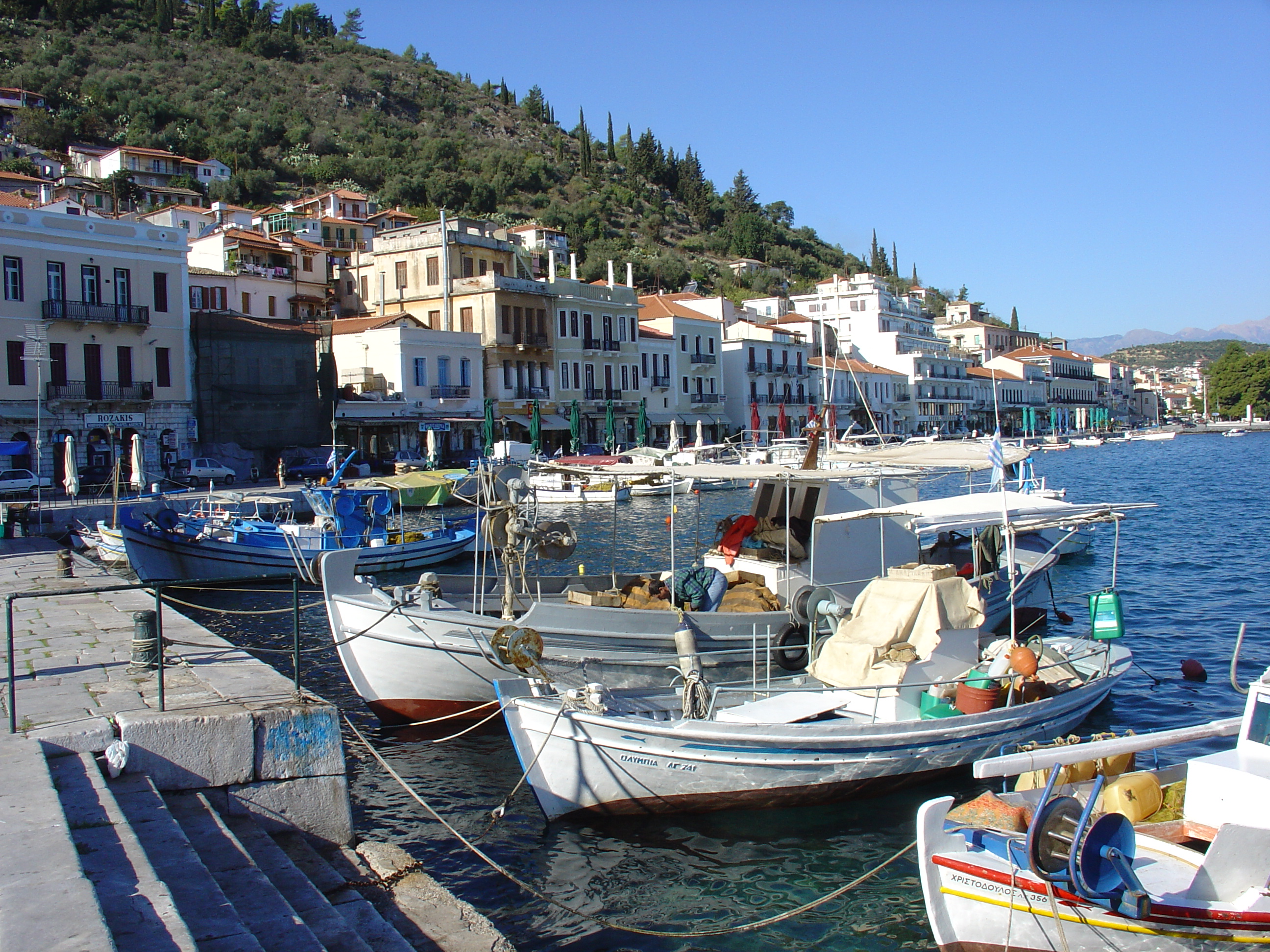
ギティオの港町。

この地域は乾燥しているにもかかわらずグリナ（glina）やシグリノ（syglino）などのユニークな料理で知られている。これはタイム、オレガノ、ミントなどの芳香性ハーブで燻製した豚肉または豚肉のソーセージをオレンジの皮とともにラードに保存したものである。マニ半島は高品質のエクストラ・バージン・オリーブ・オイルの産地であり、山のテラスで栽培されているギリシャ産コロネイキ種の部分的に熟成したオリーブからソフトプレスされている。蜂蜜も高品質として知られる。
今日、マニ半島沿岸の村はカフェや土産物店が多く、ビザンティン建築の教会、フランクの城、砂浜、風景で観光客を魅了している。夏の人気のビーチはストウパの港近くにカログリア（Kalogria）ビーチがあり、カルダミリとアギオス・ニコラオスには丸い小石と砂のビーチもある。ピルゴスピタ（pyrgospita）と呼ばれる古代の塔の家は重要な観光名所であり、そのうちのいくつかは旅行者のための宿泊施設を提供している。イティロ近くのピルゴス・ディロウにあるグリファダ洞窟（Glyfada Cave あるいは Vlychada Cave）も人気の観光地である。洞窟は部分的に水没しているので、観光客はゴンドラのようなボートで洞窟をめぐる。
ギティオ、アレオポリ、カルダミリ、ストウパは夏の間は観光客であふれているが、冬の間は一般的にこの地域は静かになる。多くの住民はオリーブ農家として働いており、冬の間はオリーブの収穫と加工に専念している。山の一部の村は観光客向けではなく、住民がほとんどいないことも多い。

## 宗教
マニ半島がキリスト教に改宗したのは11世紀になってからであった。「メタのノエイテ」と呼ばれるギリシャの修道士聖ニコン（Νίκων ὁ Μετανοείτε）は異教のままであったマニ半島やツァコニアなどの地域にキリスト教を広めるため、10世紀（西暦900年代）に教会から委任された。マニアテスはニコンの布教活動によって改宗していったが、異教のギリシャの宗教と伝統のほとんどを排除し、キリスト教を完全に受け入れるまで200年以上かかった。ギリシャ正教会による成聖の後、聖ニコンはスパルタとマニの守護聖人になった。パトリック・リー・ファーマーはマニ半島のキリスト教化について次のように書いている。

## ギャラリー

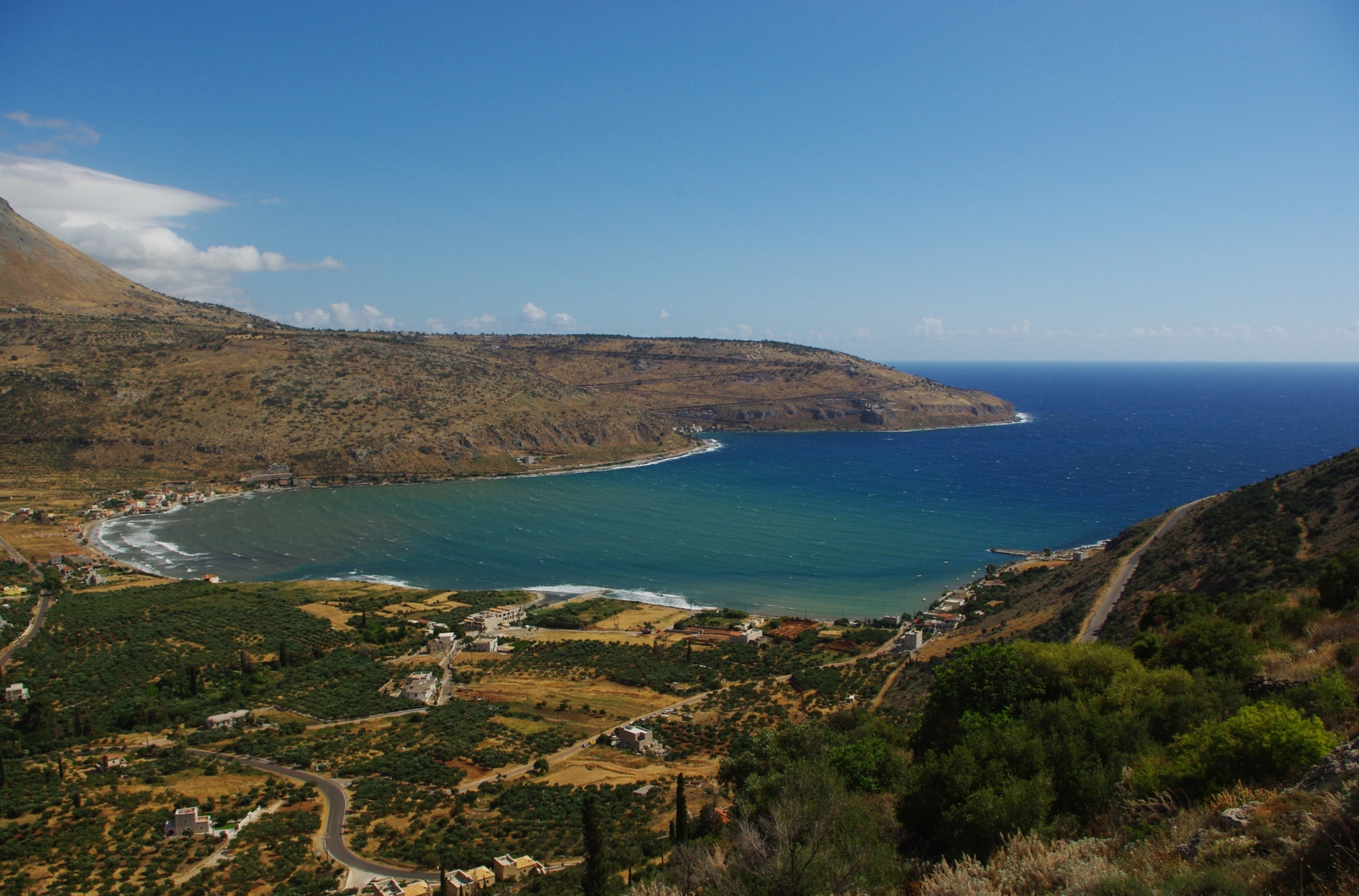
アレオポリのリメニ（Limeni）
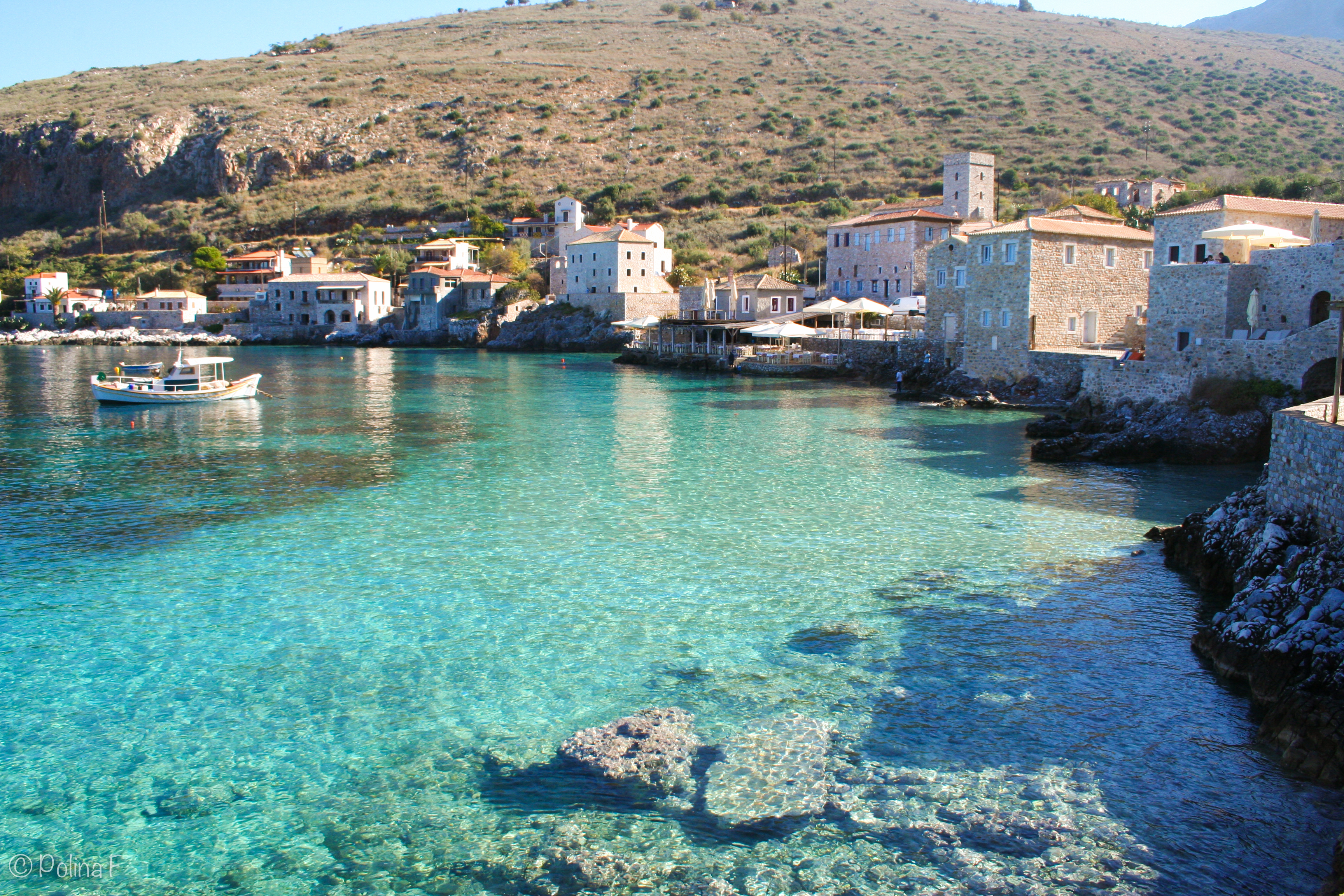
アレオポリのリメニ
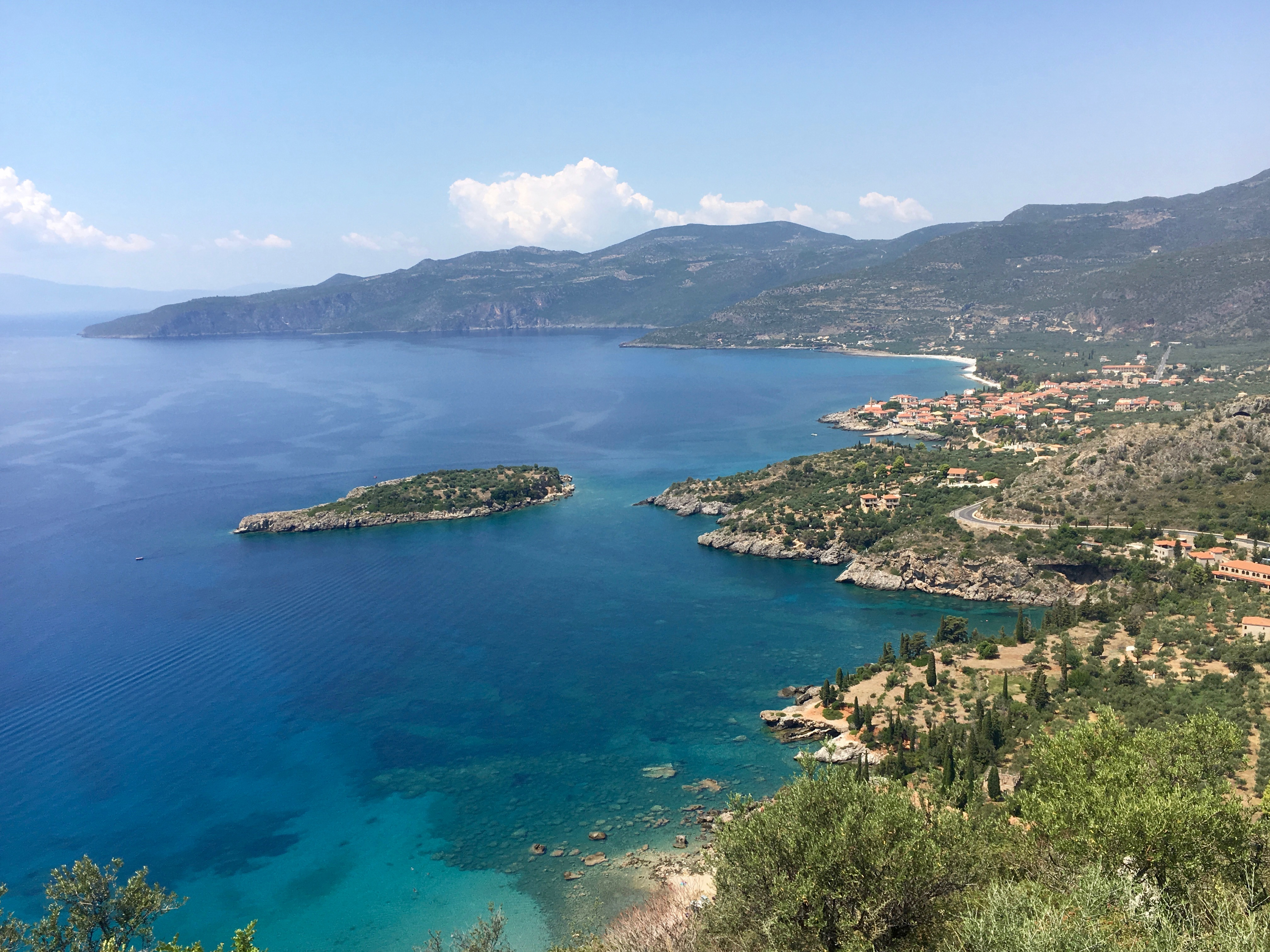
カルダミリの眺め
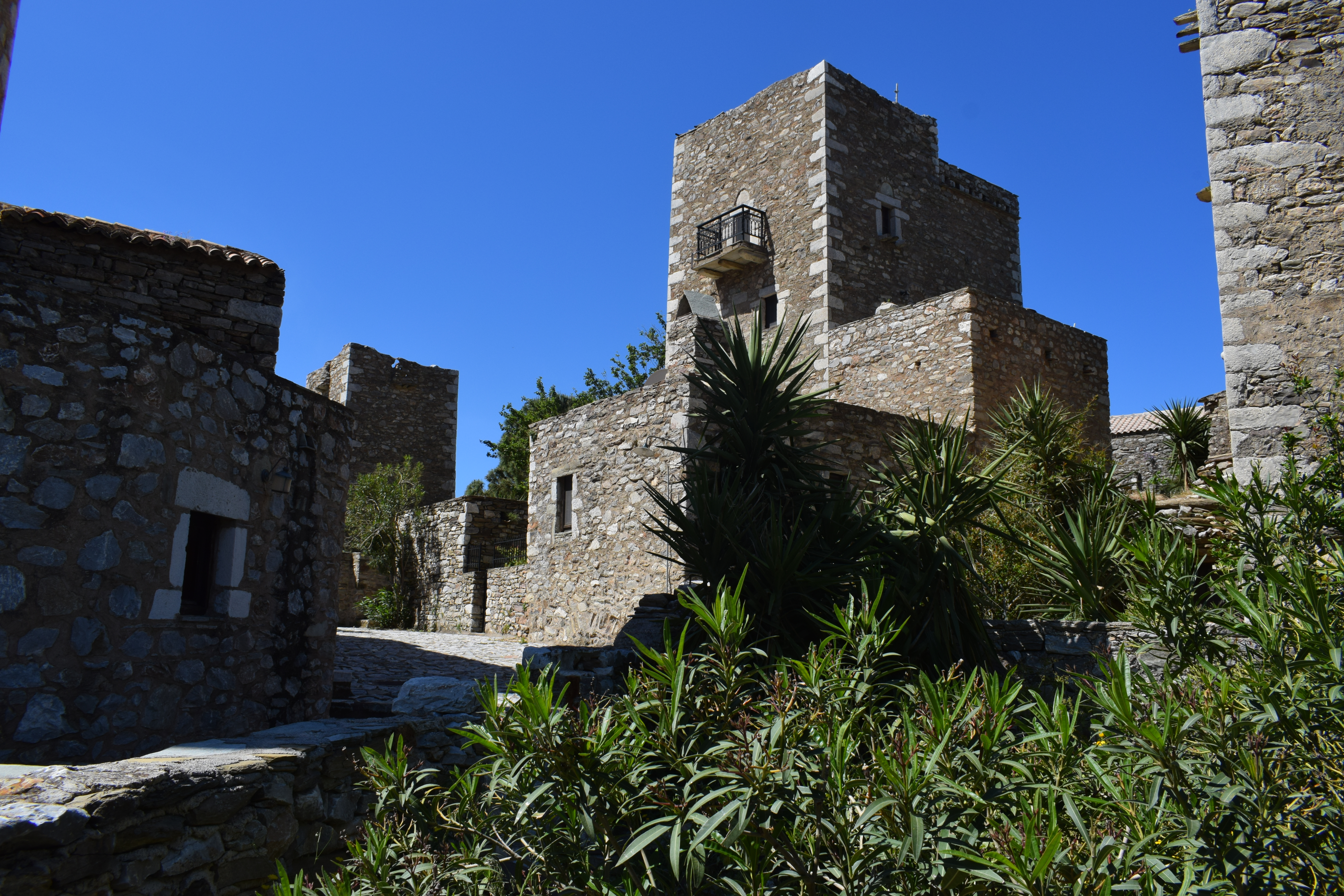
ヴァティア（英語版）の塔の家。
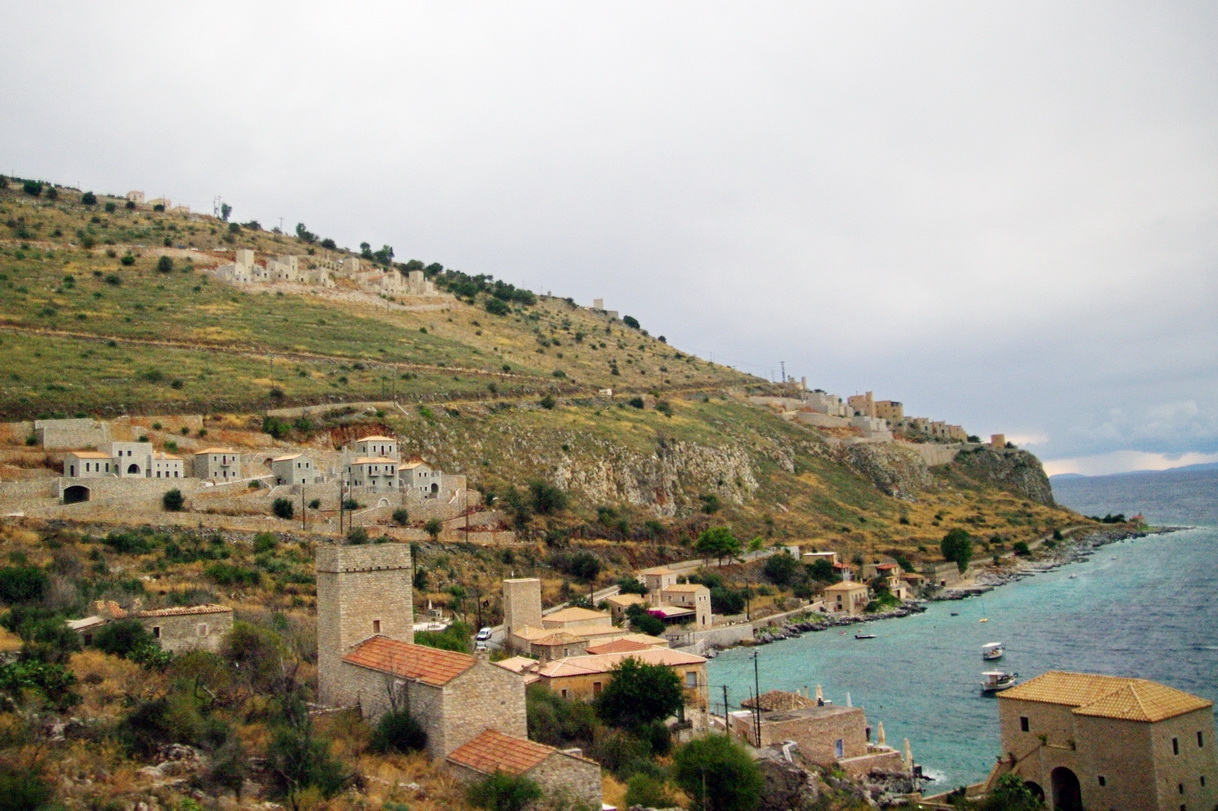
イティロ
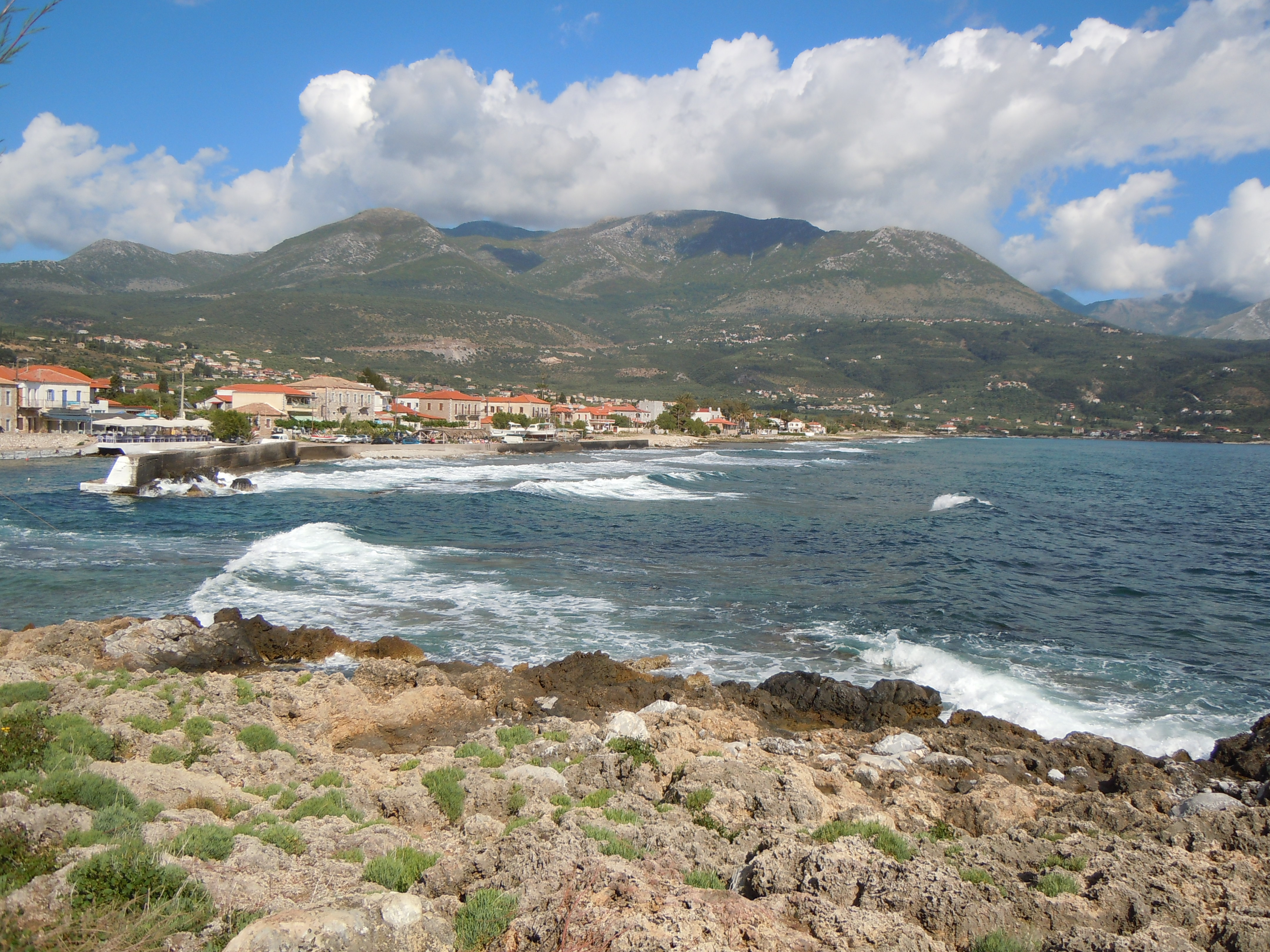
アギオス・ニコラオスの海岸
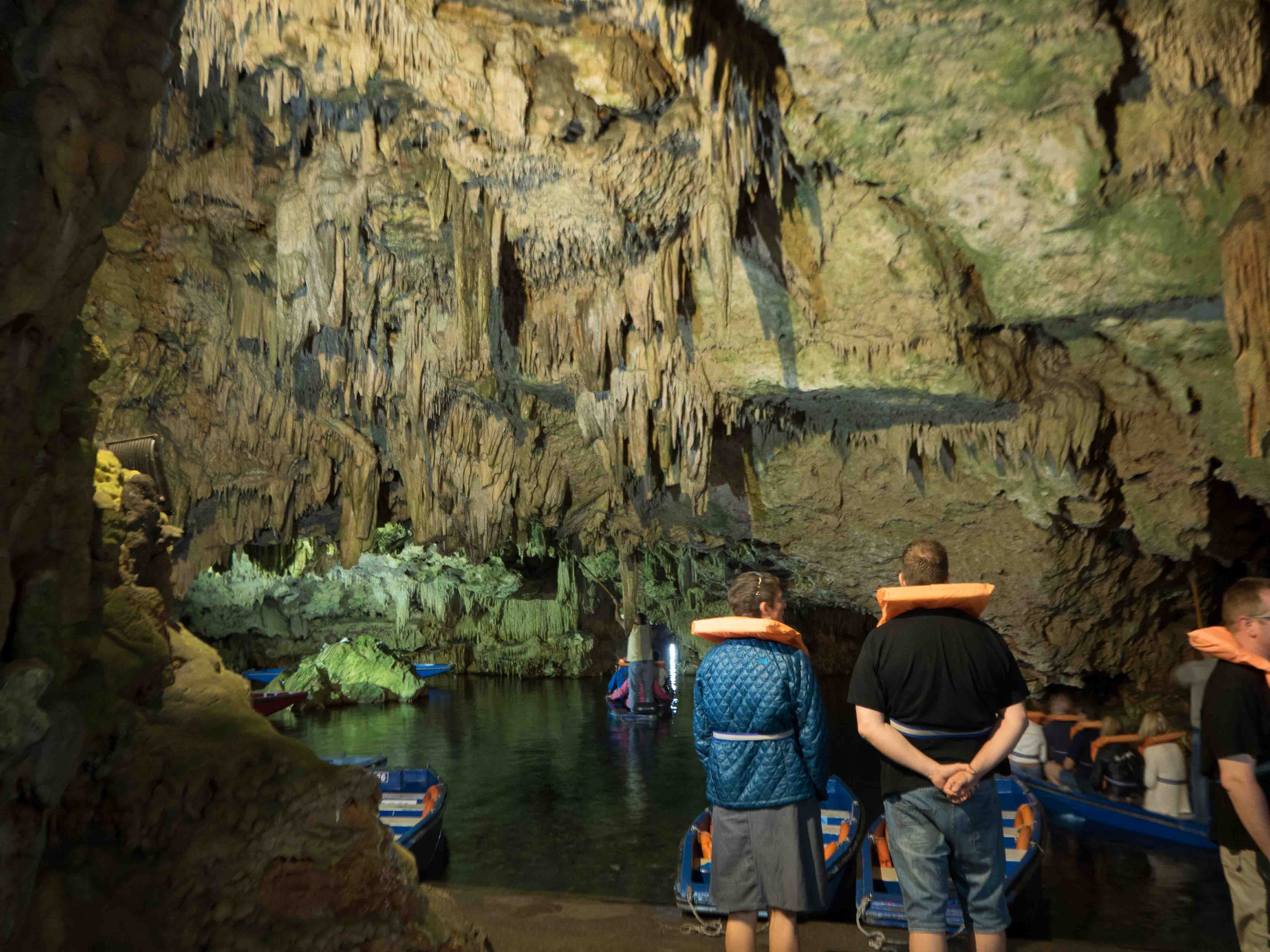
グリファダ洞窟の入り口
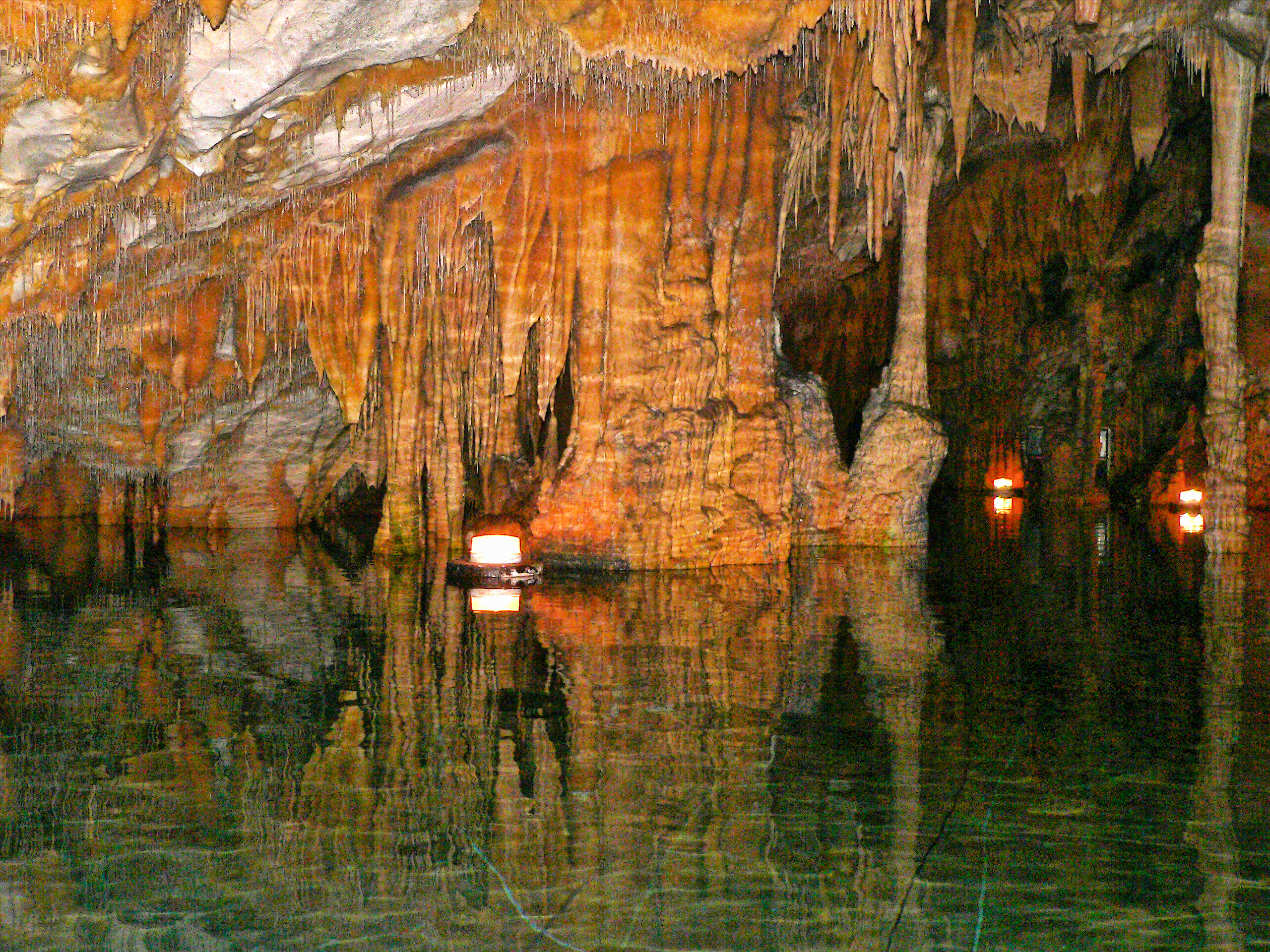
グリファダ洞窟の内部
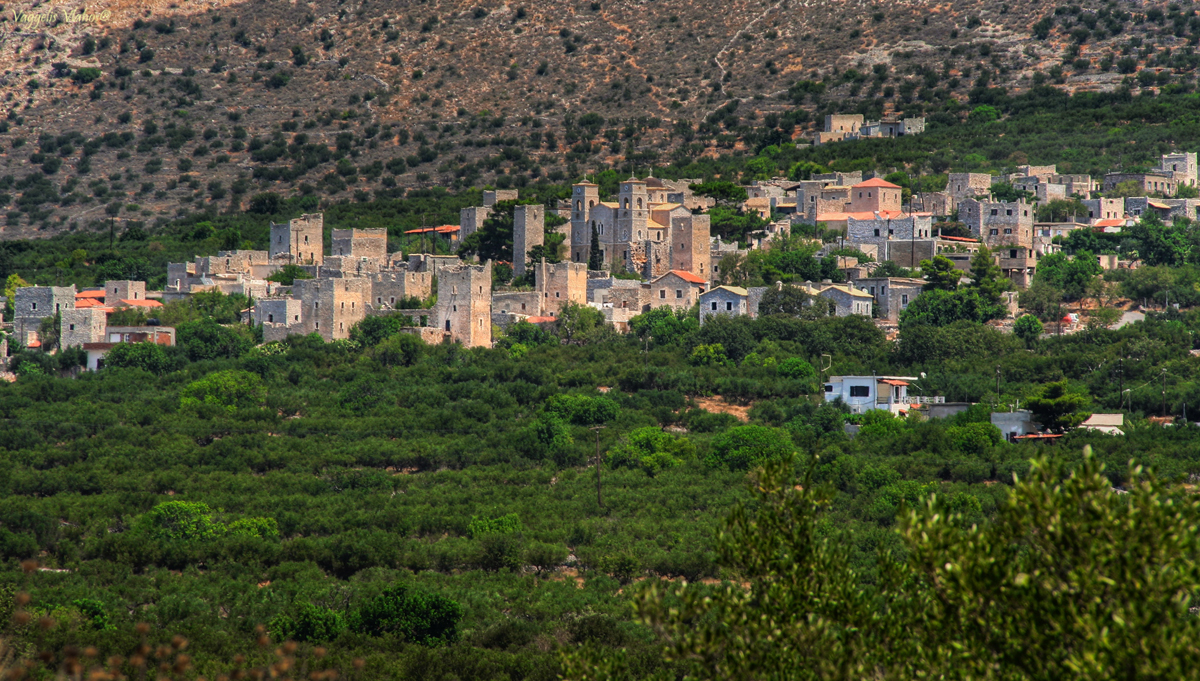
スコウタリ（Skoutari）の塔の家
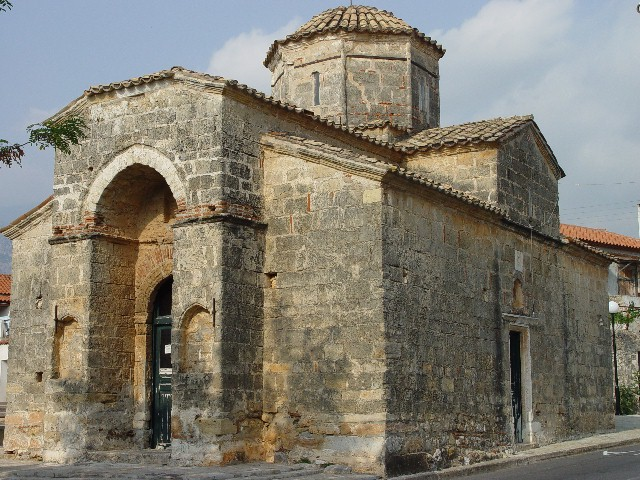
ビザンティン時代のカンポスの聖テオドール教会
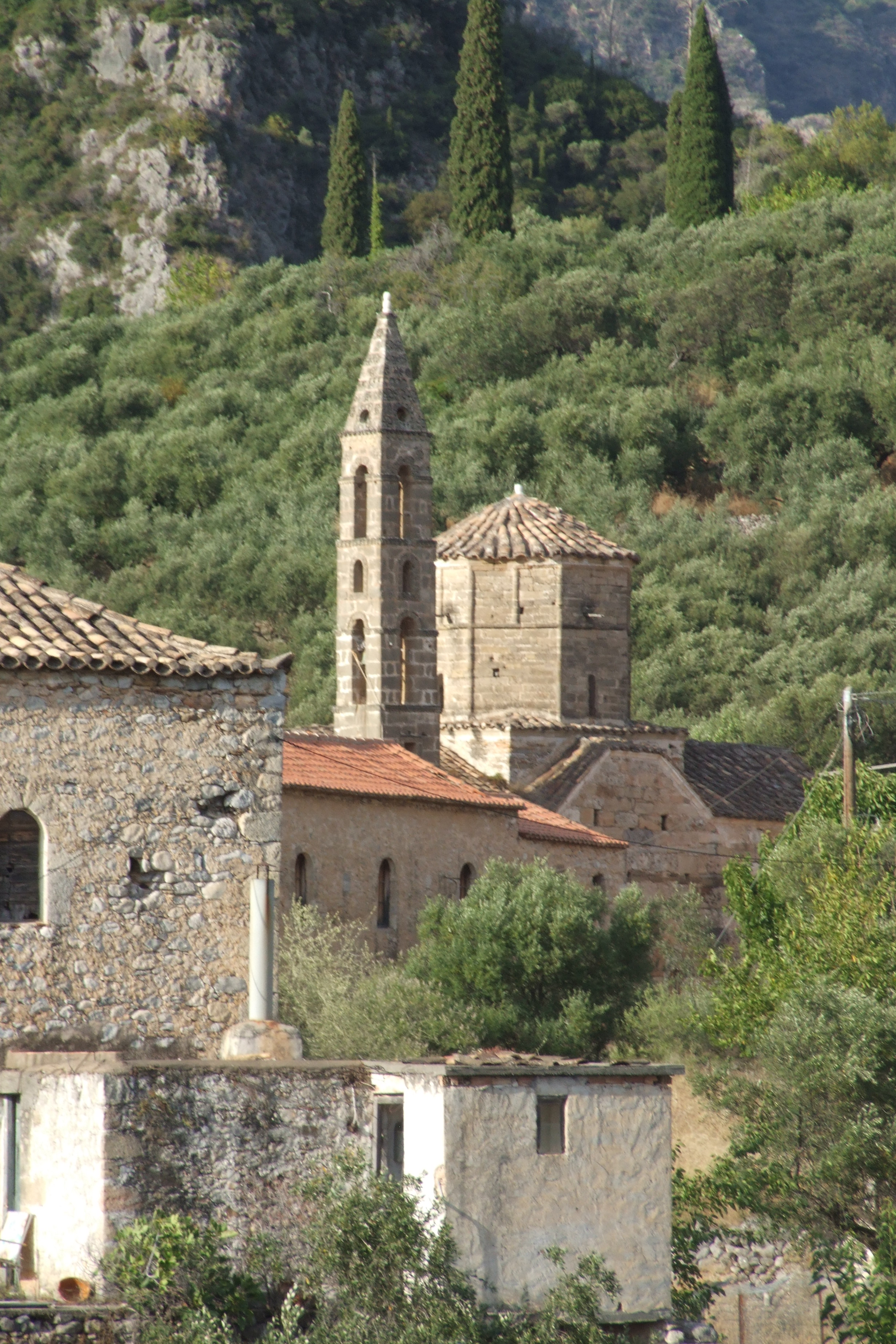
カルダミリの聖スピリドン教会